# Goh Choo San
Goh Choo San (吴诸珊S, Ngôo Tsu-suanP; Singapore, 14 settembre 1948 – New York, 28 novembre 1987) è stato un ballerino e coreografo cinese.
Era figlio di Kim Loh Goh, un commerciante, e Siew Han Chong.

## Infanzia
Goh era il più giovane di nove figli. I suoi genitori cinesi parlavano mandarino e la famiglia era stata cresciuta con valori molto tradizionali. Goh fu influenzato e seguito nel percorso da tre dei suoi fratelli maggiori per la formazione come ballerino. I tour degli spettacoli a Singapore da parte di compagnie di danza straniere stimolarono il loro interesse per la danza.
La sorella maggiore Soonee Goh 吴 素 妮 si formò alla Royal Ballet School di Londra e tornò a Singapore per co-fondare la Ballet Academy di Singapore. Anche suo fratello maggiore Choo Chiat Goh 吴 诸 杰 si formò al Royal Ballet, in seguito divenne ballerino principale del Balletto di Pechino ed è il direttore artistico della Ballet Academy Goh a Vancouver, Columbia Britannica. Un'altra sorella, Soo Khim Goh 吴素琴, si è formata all'Australian Ballet e co-fondò il Singapore Dance Theatre nel 1988.

## Educazione
Goh andò a scuola presso la Nanyang Primary School e proseguì alla Raffles Institution. Il primo desiderio di Goh era stato quello di diventare un pilota di linea, ma i suoi studi di danza classica, tenuti da sua sorella, Soonee Goh, lo portarono verso il proprio definitivo percorso professionale di ballerino. Su insistenza di suo padre in primo luogo completò la sua formazione all'Università e si laureò in biochimica presso l'Università di Singapore.

## Gli inizi della carriera
Nel 1970 Goh viaggiò in Europa nella speranza di trovare una posizione in una compagnia di balletto e gli fu offerto un posto con il Balletto Nazionale Olandese ad Amsterdam, dopo il primo ballo a Losanna, in Svizzera e con il Balletto Scarpino di Amsterdam. La compagnia aveva una miscela molto ricca di coreografia classica e contemporanea. Goh entrò come membro del corpo di ballo ed alla fine fu elevato al rango di solista con la compagnia durante i suoi cinque anni con la essa. Egli eccelleva nelle opere dei coreografi residenti della compagnia, Toer van Schayk e Rudi van Dantzig, così come nelle opere di Balanchine e Petipa.
Mentre era ancora un ballerino della compagnia, Goh creò i suoi primi balletti in un'officina. Questi piccoli balletti lo portarono all'attenzione di Mary Day, direttore del Washington School of Ballet a Washington, D.C. Credendo nel suo talento, lei gli offrì una posizione col suo Balletto di Washington appena fondato nel 1976. Goh vide in questo la possibilità di crescere insieme al ritmo di sviluppo della nuova compagnia e si assunse la responsabilità di insegnante della compagnia e di coreografo residente alla loro nascita come fossero una impresa di professionisti.
Nel corso dei successivi anni il suo lavoro diventò sempre più sofisticato ed opere decisive come Five (1978), che utilizza il Concerto Grosso di Ernest Bloch, cominciarono ad emergere. Goh venne a conoscenza di alcuni importanti direttori artistici di compagnie di danza, tra cui il Pacific Northwest Ballet e il teatro di danza di Harlem, che il passaparola aveva diffuso la voce che il suo talento stava producendo opere di altissima qualità. Molti avevano notato che il suo lavoro si era riempito con un uso del vocabolario di danza classica che sembrava influenzato dalla sua eredità asiatica. La sua visione era più "sinfonica", in quanto utilizzava numerosi ballerini solisti in un balletto piuttosto che il tradizionale schema ballo/corpo di ballo, tipico nella coreografia classica.
Per lo Houston Ballet egli creò due nuovi lavori (1979 e 1980) e per l'Alvin Ailey American Dance Theater egli creò Spectrum (1981). Subito dopo l'American Ballet Theatre gli commissionò Configurazioni da creare per Mikhail Baryshnikov. Il suo unico lavoro di lunghezza intera, Romeo e Giulietta, dalla partitura famosa di Prokofiev, fu creato per il Boston Ballet nel 1984.
Goh mantenne il suo lavoro con il Balletto di Washington come un impegno primario, creando uno o due nuovi lavori ogni anno, oltre a rimettere in scena esso alcuni dei balletti di successo che ora stava creando per altre compagnie. Gli fu dato l'incarico di direttore associato della compagnia, oltre a mantenere il suo titolo di coreografo residente. La città di Washington gli consegnò il Premio del Sindaco per l'Eccellenza nelle Arti nel 1986. Il Balletto di Washington ha guadagnato pubblicità internazionale per merito dei lavori di Goh con i ballerini della compagnia. Alan M. Kriegsman, critico di danza per il Washington Post, scrisse che Goh "ha spinto il Washington Ballet ad uno status internazionale sulla scia del suo talento ..." (21 febbraio 1985). La compagnia condusse il suo primo largo tour all'estero nel 1984 e nel corso degli anni successivi, si esibì in Europa, Sud America ed Estremo Oriente più volte, presentando programmi con le coreografie di Goh. Oltre a Fives, alcune delle opere più conosciute che ha creato per il Balletto di Washington sono Variations Serieuses, Double Contrasts, Birds of Paradise, In the Glow of the Night, Unknown Territory, e Schubert Symphony. Tutti questi balletti hanno continuato ad essere eseguiti da compagnie di tutto il mondo. Egli rimase sempre impegnato con il Washington Ballet ha dedicato una parte sostanziale di ogni anno al suo lavoro con loro. Il programma impegnativo di Goh nel 1980 comprende balletti con la Bat Dor Dance Company, il Balletto dell'Opera di Parigi, il Royal Danish Ballet, il Joffrey Ballet e il Balletto Reale Svedese. Singapore ha riconosciuto il suo talento come coreografo presentandolo con il Medaglione Culturale nel 1987, massimo riconoscimento del paese per la realizzazione artistica.

## Morte ed eredità
Nel 1987 Goh si ammalò gravemente e dopo una breve malattia morì il 28 novembre 1987 di colite virale, una malattia collegata all'AIDS, nella sua casa di New York City. Prima della sua morte aveva deciso che parte della sua eredità sarebbe stata una fondazione per ulteriori sforzi coreografici. Fu scelto Janek Schergen da Mr. Goh come direttore artistico di questa impresa. La Choo San Goh & H. Robert Magee Foundation fu costituita nel 1992 e al centro di essa è il suo premio annuale Choo San Goh per la coreografia. Da allora a numerosi coreografi e compagnie di danza sono stati dati premi finanziari per creare nuove opere di danza, nel tentativo di sviluppare ulteriormente il talento coreografico. La fondazione sovrintende anche alle licenze dei balletti di Goh negli spettacoli di compagnie di danza in tutto il mondo. Il Singapore Dance Theatre aggiunse al suo repertorio dodici opere di Goh, riportando così in patria la sua identità unica come coreografo di Singapore. Nel 1997 il Singapore Dance Theatre commissionò una monografia su Goh intitolata Goh Choo San, Maestro Artigiano della Danza. Esso contiene una panoramica dettagliata della sua vita in un testo scritto e le foto dei suoi balletti. Il Singapore Dance Theatre nel 2007 montò una retrospettiva di successo delle sue opere intitolata Legacy. Furono pubblicati necrologi su The New York Times e sul The Washington Post il 30 novembre 1987.

## Vita privata
Goh aveva un fratello maggiore, Choo Chiat Goh, che ha fondato la Goh Ballet Academy in Vancouver, B.C. Sua nipote (figlia di Choo Chiat Goh), Goh Chan Hon era una ballerina con il National Ballet of Canada e il Balletto Suzanne Farrell, Washington, D.C. La sorella più giovane, Goh Soo Khim, è co-fondatrice ed ex direttrice artistica del Singapore Dance Theatre e la sorella maggiore Soo Nee Goh, ha insegnato danza a Vancouver B.C.